# 第46回ゴールデングローブ賞
46th Golden Globe Awards

1989年1月28日
映画賞（ドラマ部門）: 

 レインマン 
映画賞（ミュージカル・コメディ部門）: 

 ワーキング・ガール 
テレビシリーズ賞（ドラマ部門）: 

 ナイスサーティーズ 
テレビシリーズ賞（ミュージカル・コメディ部門）: 

 素晴らしき日々 
第46回ゴールデングローブ賞（だい46かいゴールデングローブしょう）は、1988年の映画とテレビ番組を対象としており、1989年1月28日に発表された。

## 受賞とノミネート一覧

### 映画

#### 主演男優賞（ドラマ部門）
- ダスティン・ホフマン - 『レインマン』
  - ジーン・ハックマン - 『ミシシッピー・バーニング』
  - トム・ハルス - 『ニッキーとジーノ』
  - エドワード・ジェームズ・オルモス - 『落ちこぼれの天使たち』
  - フォレスト・ウィテカー - 『バード』

#### 主演男優賞（ミュージカル・コメディ部門）
- トム・ハンクス - 『ビッグ』
  - マイケル・ケイン - 『ペテン師とサギ師/だまされてリビエラ』
  - ジョン・クリーズ - 『ワンダとダイヤと優しい奴ら』
  - ロバート・デ・ニーロ - 『ミッドナイト・ラン』
  - ボブ・ホスキンス - 『ロジャー・ラビット』

#### 主演女優賞（ドラマ部門）
- ジョディ・フォスター - 『告発の行方』
- シャーリー・マクレーン - 『マダム・スザーツカ』
- シガニー・ウィーバー - 『愛は霧のかなたに』
  - クリスティーン・ラーティ - 『旅立ちの時』
  - メリル・ストリープ - A Cry in the Dark[2]

#### 主演女優賞（ミュージカル・コメディ部門）
- メラニー・グリフィス - 『ワーキング・ガール』
  - ジェイミー・リー・カーティス - 『ワンダとダイヤと優しい奴ら』
  - エイミー・アーヴィング - 『デランシー・ストリート/恋人たちの街角』
  - ミシェル・ファイファー - 『愛されちゃって、マフィア』
  - スーザン・サランドン - 『さよならゲーム』

#### 監督賞
- クリント・イーストウッド - 『バード』
  - バリー・レヴィンソン - 『レインマン』
  - シドニー・ルメット - 『旅立ちの時』
  - マイク・ニコルズ - 『ワーキング・ガール』
  - アラン・パーカー - 『ミシシッピー・バーニング』
  - フレッド・スケピシ - A Cry in the Dark

#### 作品賞（ドラマ部門）
- 『レインマン』
  - 『偶然の旅行者』
  - A Cry in the Dark
  - 『愛は霧のかなたに』
  - 『ミシシッピー・バーニング』
  - 『旅立ちの時』
  - 『存在の耐えられない軽さ』

#### 作品賞（ミュージカル・コメディ部門）
- 『ワーキング・ガール』
  - 『ビッグ』
  - 『ワンダとダイヤと優しい奴ら』
  - 『ミッドナイト・ラン』
  - 『ロジャー・ラビット』

#### 外国語映画賞
- 『ペレ』 -  デンマーク
  - 『バベットの晩餐会』 -  デンマーク
  - 『ハヌッセン』 -  西ドイツ
  - 『サラーム・ボンベイ!』 -  インド
  - 『神経衰弱ぎりぎりの女たち』 -  スペイン

#### 作曲賞
- 『愛は霧のかなたに』 - モーリス・ジャール
  - 『偶然の旅行者』 - ジョン・ウィリアムズ
  - 『最後の誘惑』 - ピーター・ガブリエル
  - 『マダム・スザーツカ』 - ジェラルド・グーリエ
  - 『ミラグロ/奇跡の地』 - デイヴ・グルーシン

#### 歌曲賞
- "Two Hearts" - ラモント・ドジャー（作曲）、フィル・コリンズ（作詞） - 『フィル・コリンズ in バスター』
- "Let the River Run" - カーリー・サイモン（作詞・作曲） - 『ワーキング・ガール』
  - "When a Woman Loves a Man" - ベルナルド・ハニゲン（作詞・作曲）、ゴードン・ジェンキンス（作詞・作曲）、ジョニー・マーサー（作詞・作曲） - 『さよならゲーム』
  - 「ココモ」 - マイク・ラヴ（作詞・作曲）、テリー・メルチャー（作詞・作曲）、スコット・マッケンジー（作詞・作曲）、ジョン・フィリップス（作詞・作曲） - 『カクテル』
  - "Why Should I Worry?" - チャーリー・ミッドナイト（作詞・作曲）、ダン・ハートマン（作詞・作曲） - 『オリバー/ニューヨーク子猫ものがたり』
  - "Twins" - ローリン・ベイツ（作詞・作曲）、スキップ・スカボロウ（作詞・作曲） - 『ツインズ』

#### 脚本賞
- 『旅立ちの時』 - ナオミ・フォナー
  - A Cry in the Dark - ロバート・キャスウェル、フレッド・スケピシ
  - 『ミシシッピー・バーニング』 - クリス・ジェロルモ
  - 『レインマン』 - ロナルド・バス、バリー・モロー
  - 『ワーキング・ガール』 - ケヴィン・ウェイド

#### 助演男優賞
- マーティン・ランドー - 『タッカー』
  - アレック・ギネス - Little Dorrit
  - ニール・パトリック・ハリス - 『マイフレンド, クララ』
  - ラウル・ジュリア - 『パラドールにかかる月』
  - ルー・ダイアモンド・フィリップス - 『落ちこぼれの天使たち』
  - リヴァー・フェニックス - 『旅立ちの時』

#### 助演女優賞
- シガニー・ウィーバー - 『ワーキング・ガール』
  - ソニア・ブラガ - 『パラドールにかかる月』
  - バーバラ・ハーシー - 『最後の誘惑』
  - レナ・オリン - 『存在の耐えられない軽さ』
  - ダイアン・ヴェノーラ - 『バード』

### テレビ

#### 主演男優賞（ドラマ部門）
- ロン・パールマン - 『美女と野獣』
  - コービン・バーンセン - 『L.A.ロー 七人の弁護士』
  - ハリー・ハムリン - 『L.A.ロー 七人の弁護士』
  - キャロル・オコナー - 『新・夜の大捜査線』
  - ケン・ウォール - Wiseguy

#### 主演男優賞（ミュージカル・コメディ部門）
- マイケル・J・フォックス - 『ファミリータイズ』
- ジャド・ハーシュ - Dear John
- リチャード・マリガン - Empty Nest
  - テッド・ダンソン - 『チアーズ』
  - トニー・ダンザ - Who's the Boss?
  - ジョン・グッドマン - Roseanne

#### 主演男優賞（ミニシリーズ・テレビ映画部門）
- マイケル・ケイン - 『切り裂きジャック』
- ステイシー・キーチ - Hemingway
  - リチャード・チェンバレン - 『スナイパー/狙撃者』
  - アンソニー・ホプキンス - 『第十の男』
  - ジャック・レモン - 『七十年目の審判』

#### 主演女優賞（ドラマ部門）
- ジル・アイケンベリー - 『L.A.ロー 七人の弁護士』
  - スーザン・デイ - 『L.A.ロー 七人の弁護士』
  - シャロン・グレス - 『女刑事キャグニー&レイシー』
  - リンダ・ハミルトン - 『美女と野獣』
  - アンジェラ・ランズベリー - 『ジェシカおばさんの事件簿』

#### 主演女優賞（ミュージカル・コメディ部門）
- キャンディス・バーゲン - 『TVキャスター マーフィー・ブラウン』
  - ビアトリス・アーサー - The Golden Girls
  - ロザンヌ・バー - Roseanne
  - トレイシー・ウルマン - The Tracey Ullman Show
  - ベティ・ホワイト - The Golden Girls

#### 主演女優賞（ミニシリーズ・テレビ映画部門）
- アン・ジリアン - 『アン・ジリアン物語/愛と命のある限り』
  - ヴァネッサ・レッドグレイヴ - 『わが命つきるとも』
  - ジェーン・シーモア - 『戦争と追憶』
  - ジェーン・シーモア - The Woman He Loved
  - ジョベス・ウィリアムズ - Baby M

#### 作品賞（ドラマ部門）
- 『ナイスサーティーズ』
  - 『美女と野獣』
  - 『L.A.ロー 七人の弁護士』
  - 『ジェシカおばさんの事件簿』
  - Wiseguy

#### 作品賞（ミュージカル・コメディ部門）
- 『素晴らしき日々』
  - 『チアーズ』
  - The Golden Girls
  - 『TVキャスター マーフィー・ブラウン』
  - Roseanne

#### 作品賞（ミニシリーズ・テレビ映画部門）
- 『戦争と追憶』
  - Hemingway
  - 『切り裂きジャック』
  - 『七十年目の審判』
  - 『第十の男』

#### 助演男優賞
- バリー・ボストウィック - 『戦争と追憶』
- ジョン・ギールグッド - 『戦争と追憶』
  - アーマンド・アサンテ - 『切り裂きジャック』
  - カーク・キャメロン - 『愉快なシーバー家』
  - ラリー・ドレイク - 『L.A.ロー 七人の弁護士』
  - デレク・ジャコビ - 『第十の男』
  - エドワード・ジェームズ・オルモス - 『特捜刑事マイアミ・バイス』

#### 助演女優賞
- キャサリン・ヘルモンド - Who's the Boss?
  - ジャッキー・ハリー - 227
  - スウージー・カーツ - 『ホンキートンク天国』
  - リー・パールマン - 『チアーズ』
  - スーザン・ルタン - 『L.A.ロー 七人の弁護士』